# Zdeněk Bína
Zdeněk Bína (* 5. března 1975 Pardubice) je český multiinstrumentalista, skladatel a zpěvák. Do širokého povědomí na české hudební scéně se dostal svým působením v letech 1997–2009 jako frontman skupiny -123minut. Následovalo působení ve vlastním akustickém projektu, v roce 2014 sólová deska Bird a od roku 2016 návrat se skupinou minus123minut.

## Životopis

### Začátky a -123minut
Svou první kytaru dostává jako dárek k Vánocům ve svých patnácti letech. V polovině 90. let vystupuje v kapele Walk Choc Ice. Po odchodu z této kapely začíná spolupracovat a následně koncertovat se svým kamarádem Dominikem Tůmou. Po příchodu Fredrika Janáčka společně zakládají skupinu -123minut, která spojuje prvky blues, funky a jazzu. Na podzim roku 1999 vychází debutové album, Shooba Dooba, to již s novým bubeníkem Vaškem Zimou. Toto album jim přináší úspěch v podobě cen Objev roku v hudebních časopisech Rock Report a Rock & Pop. Vrcholem tohoto mimořádně úspěšného roku 1999 je však následné získání ceny Anděl, neboli tehdejší Grammy, v kategorii Objev roku.
S novým bubeníkem, Emilem Valachem, začínají v roce 2000 nahrávat nové album Try a následně, v roce 2002, Home. Za toto album je skupina nominována na cenu Anděl v prestižní kategorii Rocková deska roku. Rok 2003 přichází a kapela má pět nového bubeníka Martina Vaigla a před sebou koncertování po celém světě, konkrétně v sousedním Polsku a na Slovensku, dále v Holandsku, Belgii, Francii a na Ukrajině. Úspěch skupinu doprovází též při koncertech v Londýně, New Yorku, Washingtonu a Pekingu.
V září 2004 vydávají -123minut své první koncertní album, které pojmenují XL Live, které obsahuje nahrávky ze Stormware Tour z pražského Paláce Akropolis.
Druhá nominace na cenu Anděl přichází v roce 2005, tentokrát v kategorii Nejlepší zvuk, za album Mom. Natáčení této desky proběhlo ve zlínském studiu V, mastering potom v Digitalfabriken ve Švédsku a videoklip k singlu „In the Web“ vznikl ve spolupráci s Tinou Gonsalves.
V roce 2006 -123minut chystají velkolepé turné ke svým 10 letům působení na hudební scéně, v rámci kterého během let 2006–2007 proběhne 86 koncertů v Česku, na Slovensku a v Polsku. Ve Wroclawi se dokonce zapíší do Guinnessovy knihy rekordů, když na festivalu, Thanks Jimmi '07, společně zahraje píseň „Hey, Joe“, neuvěřitelných 1881 kytaristů.
S rokem 2008 přichází nový bubeník Miloš Dvořáček a o rok později skupina vydává své poslední album s názvem Dream. Projekt Mythematika jim přináší žánrovou cenu elektronika na udílení cen Anděl pro rok 2009. K filmu Horem pádem od Jana Hřebejka Zdeněk Bína píše píseň, kterou ve filmu i zahraje a zazpívá. V listopadu 2009 se „Minuty“ představují na jedinečném koncertě společně s Pražskou komorní filharmonií v prestižní Smetanově síni.

### Konec -123minut
Na konci roku 2009 oznamuje Zdeněk Bína ukončení působení v kapele -123minut.
„Po tolika krásných koncertech s tak výjimečným publikem jsem došel k tomu, že je čas příběh Minut uzavřít. Poslední dobou nás potkala řada starostí, k jejichž překonání je potřeba tolik energie, že bych se i další rok nemohl věnovat hudbě, která ve mně přirozeně žije teď. Proto jsem rád, že za námi zůstává podle mě nejlepší deska -123minut ‚Dream‘ a vzpomínka na výjimečný koncert s Pražskou komorní filharmonií.“
Začíná se plně věnovat svému akustickému projektu.

### Zdeněk Bína & Jan Urbanec Acoustic Project
Jeho spoluhráčem se od roku 2010 v tomto novém akustickém projektu se stal baskytarista Jan Urbanec, hrající na čtyřstrunnou akustickou baskytaru. Hudebními zdroji dua jsou jazz, funky, latina, flamenco, cikánské melodie, arabská hudba či blues.

### Návrat s novou deskou Bird
„Cítil jsem, že potřebuji hledat jiné rozměry v hudební fantazii. Vidím, do jaké hloubky dokážou posluchači vnímat hudbu a to mě inspirovalo k návratu v podobě, ve které se budu moci s nimi podělit o hudbu, kterou právě teď cítím.“
S deseti novými písněmi se Zdeněk Bína vrací zpět na českou hudební scénu a nabízí posluchačům zcela jedinečný hudební zážitek. Kvůli přesné interpretaci svých hudebních představ se totiž rozhoduje nejen pro vlastní skladbu a textování, ale také pro vlastní natočení všech hudebních nástrojů. Písně jsou inspirované jazzovou a soulovou hudbou. Z toho vychází i volba jazyka, ve kterém jsou písně napsané a který se s touto hudbou podle Bíny pojí nejlépe, a to je angličtina. K textům všech písní jsou pro posluchače připojeny krátké popisky zdrojů Bínovy inspirace.
Po vydání desky začne Zdeněk Bína zkoušet s doprovodnou kapelou a naživo je fanoušci uslyší v rámci klubové tour, která proběhne začátkem jara 2015.

### Comeback -123 minut / minus123minut
Po 7 letech Zdeněk Bína spolu s Fredrikem Janáčkem opět začnou vystupovat. V tuhle zprávu doufali jen nejvěrnější fanoušci a sedm let si na ni museli počkat. Zdeněk s Fredrikem k sobě do trojice přizvali bubeníka Dano Šoltise a z -123 min. vzniká minus123minut. Turné Minuty 2016 bylo zahájeno účastí na festivalu Votvírák v Milovicích 10. června 2016

## Diskografie
- 1999 – -123 min. – Shooba Dooba
- 2001 – -123 min. – Try
- 2002 – -123 min. – Home
- 2004 – -123 min. – XL Live
- 2005 – -123 min. – Mom
- 2009 – -123 min. – Dream
- 2014 – Zdeněk Bína – Bird

## Ostatní projekty

### Filmové písně
- 2004 – Horem pádem